# Selma Yildirim

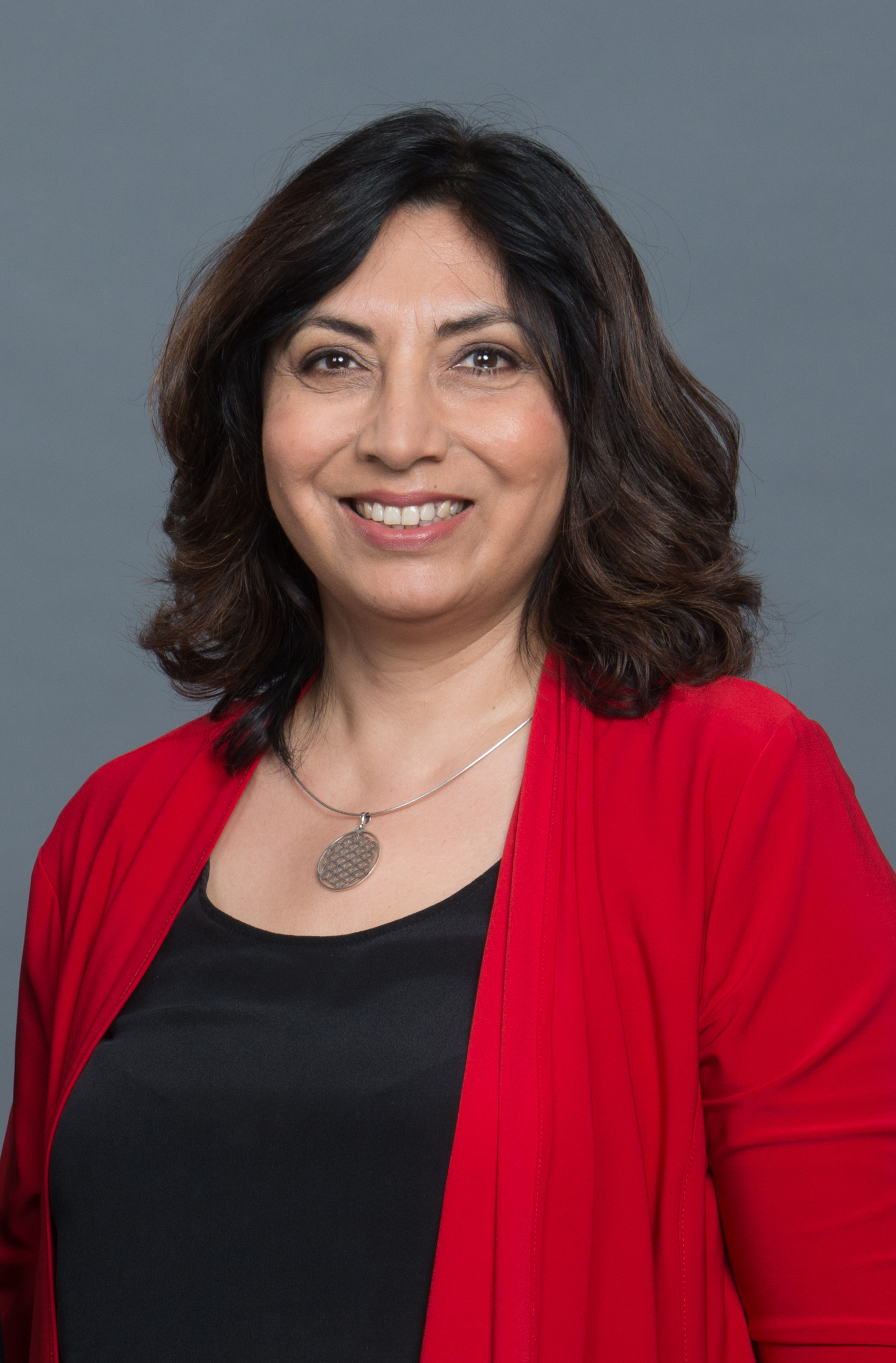
Selma Yildirim (2017)

Selma Yildirim (* 25. August 1969 in Istanbul) ist eine österreichische Politikerin der Sozialdemokratischen Partei Österreichs (SPÖ). Ab 2014 war sie stellvertretende Bundesparteivorsitzende und stellvertretende Bundesfrauenvorsitzende der SPÖ. Sie wurde am 9. November 2017 als Abgeordnete zum Nationalrat angelobt.

## Leben

### Ausbildung und Beruf
Selma Yildirim besuchte von 1976 bis 1978 die Volksschule in Basi in der Türkei, ab 1978 die Volksschule in Jenbach in Tirol und ab 1980 die dortige Hauptschule. Von 1984 bis 1987 absolvierte sie die Bundeshandelsschule in Schwaz. Anschließend war sie als kaufmännische Angestellte tätig. 1995 legte sie die Studienberechtigungsprüfung ab. Von 1997 bis 2005 war sie Lehrbeauftragte an der Akademie für Sozialarbeit der Caritas Innsbruck. 2001 begann sie ein Studium der Rechtswissenschaften an der Universität Innsbruck, das sie 2005 mit einer Diplomarbeit mit dem Titel Versuchte Bestimmung zum Amtsmissbrauch als Magistra beendete.
2006 war sie Lektorin am Management Center Innsbruck und Rechtspraktikantin am Oberlandesgericht Innsbruck, seit 2007 ist sie am Finanzamt Innsbruck tätig. Von 2009 bis 2015 gehörte sie dem Aufsichtsrat der Tiroler gemeinnützige Wohnungsbau- und Siedlungsgesellschaft (TIGEWOSI) an.

### Politik
Seit 2000 ist sie Mitglied der SPÖ, seit 2001 Mitglied im Bezirksfrauenvorstand und im Bezirksvorstand der SPÖ Innsbruck. Von 2006 bis 2008 und vom 1. Oktober 2016 bis zum 24. Mai 2018 war sie Gemeinderätin in Innsbruck, wo sie von 2012 bis 2016 Ersatzgemeinderätin war. Seit September 2012 fungiert sie als Bezirksfrauenvorsitzende der SPÖ Innsbruck, seit Juni 2014 ist sie Landesfrauenvorsitzende der SPÖ Tirol. Ab November 2014 fungierte sie als stellvertretende Bundesparteivorsitzende und stellvertretende Bundesfrauenvorsitzende. Bei der Nationalratswahl 2017 kandidierte sie als Spitzenkandidatin für die Tiroler SPÖ.
Im April 2017 wurde sie vom Personalsenat als neue Bundesfinanzrichterin an der Außenstelle Innsbruck vorgeschlagen. Anfang 2018 wurde der Zweitgereihte aufgrund einer Unvereinbarkeitsregelung für Mitglieder des Nationalrates nominiert.
Im SPÖ-Parlamentsklub fungiert sie in der 27. Gesetzgebungsperiode als Bereichssprecherin für Justiz. Für die Nationalratswahl 2024 wurde sie bei einem außerordentlichen Landesparteitag im April 2024 in einer Kampfabstimmung gegen Christian Kovacevic zur Tiroler SPÖ-Spitzenkandidatin gewählt. Bei der Bezirksfrauenkonferenz der SPÖ Innsbruck wurde sie Anfang 2025 mit 97,4 Prozent der Stimmen erneut als Vorsitzende bestätigt. In der XXVIII. Gesetzgebungsperiode wurde sie im März 2025 Bereichssprecherin für Justiz, Südtirol sowie Immunität und Unvereinbarkeit.